# Coptodon kottae
Coptodon kottae é uma espécie de peixe da família Cichlidae.
É endémica de Camarões.